# ГЕС Thượng Kon Tum
ГЕС Thượng Kon Tum – гідроелектростанція, що споруджується у центральній частині В’єтнаму. Використовуватиме ресурс із Дак-Бла, лівого витоку річки Сесан, яка дренує західний схил прибережних гір та на території Камбоджі зливається з Секонгом і невдовзі впадає ліворуч до Меконгу. При цьому станція не відноситиметься до каскаду у сточищі Сесан (ГЕС Ялі та інші), оскільки здійснюватиме деривацію ресурсу на протилежний бік гір, обернений до Південно-Китайського моря.  
У межах проекту річку перекрили кам’яно-накидною греблею із бетонним облицюванням висотою 77 метрів та довжиною 274 метри, яка потребувала 5,4 млн м3 породи та 124 тис м3 бетону. Вона утримуватиме водосховище з площею поверхні 7,08 км2 та об'ємом 145,5 млн м3, в якому припустиме коливання рівня поверхні у операційному режимі між позначками 1138 та 1160 метрів НРМ.  
Зі сховища у північно-східному напрямку прямуватиме дериваційний тунель  довжиною 18 км, який проходитиме під водорозділом у долину річки Xa Lo (права притока Рін, лівого витоку Tra Khuc, яка впадає у море біля міста Куангнгай). Після запобіжного балансувального резервуару тунель переходитиме у напірний водовід довжиною 2 км.
Машинний зал обладнають двома турбінами типу Пелтон потужністю по 112,2 МВт, які при напорі у 844 метри забезпечуватимуть виробництво 1094 млн кВт-год електроенергії на рік.
Відпрацьована вода потраплятиме у річку, на якій нижче по течії працюють значно менш потужні ГЕС Son Tra 1A та Son Tra 1B (по 30 МВт).
Видача продукції відбуватиметься по ЛЕП, розрахованій на роботу під напругою 220 кВ.
Поступ проекту, введення якого в експлуатацію наразі заплановане на 2018 рік, був дещо затриманий проблемами одного з основних підрядників – китайської компанії Hoa Dong. Остання запропонувала на тендері більш ніж удвічі нижчу ціну аніж конкуренти, але не впоралась із виконанням зобов’язань та була замінена у 2014 році.